# Алифори
Алифори (фр. Alifori) — деревня в Чаде, расположенная на территории региона Канем.

## Географическое положение
Деревня находится в западной части Чада, на границе Сахеля и Сахары, к северу от города Мао, на высоте 345 метров над уровнем моря.
Населённый пункт расположен на расстоянии приблизительно 226 километров к северо-северо-востоку (NNE) от столицы страны Нджамены.

## Климат
Климат деревни характеризуется как аридный жаркий (BWh в классификации климатов Кёппена). Среднегодовая температура воздуха составляет 29 °C. Средняя температура самого холодного месяца (января) составляет 22,9 °С, самого жаркого месяца (мая) — 33,6 °С. Расчётная многолетняя норма осадков — 271 мм. В течение года количество осадков распределено неравномерно, основная их масса выпадает в период с мая по октябрь. Наибольшее количество осадков выпадает в августе (131 мм).

## Транспорт
Ближайший аэропорт расположен в городе Мао.